# Robert Mantran
Robert Mantran, né le 19 décembre 1917 à Paris et mort le 24 septembre 1999 à Aix-en-Provence, est un historien français, spécialiste de la Turquie et de l'empire ottoman.

## Biographie
Après des études à la Sorbonne, il entre à l'Institut français d'archéologie, en 1945. Deux ans plus tard, il devient professeur au prestigieux lycée de Galatasaray et prépare sa thèse de doctorat à l'université de Galatasaray voisine. En 1952, il devient chercheur au Centre national de la recherche scientifique, puis, quelques années plus tard, maître de conférences à l'université de Tunis. Après sa thèse d'État, il est élu, en 1961, professeur de turcologie à l'université d'Aix-Marseille, où il reste jusqu'à son départ à la retraite, en 1985.
Ses travaux l'imposent comme un des plus grands turcologues français de la deuxième moitié du XXe siècle, avec Louis Bazin, puis Gilles Veinstein. Il a par ailleurs publié plusieurs livres sur l'histoire des arabes, qui font référence encore aujourd'hui. Il est élu en 1990 à l'Académie des inscriptions et belles-lettres.

## Principales publications

### Ouvrages de Robert Mantran
- Règlements fiscaux ottomans. Les provinces syriennes, Paris-Beyrouth, Maisonneuve/Imprimerie catholique, 1951 (avec Jean Sauvaget).
- Histoire de la Turquie, Paris, Presses universitaires de France, coll. « Que sais-je ? », 1952,  nouv. éd., 1961, 1968, 1983, 1988 et 1993.
- Turquie, Paris, Hachette, 1955 (traduit en anglais), nouv. éd. 1969.
- Trésors de la Turquie, Paris, Arthaud, 1959 (avec Michel de Saint Pierre).
- Inventaire des documents d'archives turcs du Dar El-Bey, Tunis, Paris, Presses universitaires de France, 1961.
- Istanbul dans la deuxième moitié du XVIIe siècle. Essai d'histoire institutionnelle, économique et sociale, Paris, Maisonneuve, 1962.
- Istanbul au siècle de Soliman le Magnifique, Paris, Hachette, coll. « La vie quotidienne », 1965, nouv. éd., 1990.
- L'Expansion musulmane. VIIe – XIe siècles, Paris, Presses universitaires de France, 1969, nouv. éd., 1991, coll. « Nouvelle Clio ».
- L'Empire ottoman, du XVIe au XVIIIe siècle. Administration, économie, société, Londres, Variorum, 1984.
- Histoire d'Istanbul, Paris, Fayard, 1996

### Ouvrages collectifs dirigés par Robert Mantran
- Les Régimes politiques des pays arabes, Paris, Presses universitaires de France, 1968, nouv. éd., 1990.
- L'Égypte aujourd'hui. Permanences et changements. 1905-1976, Paris, éd. du CNRS, 1978.
- Mémorial Ömer Lutfi Barkan, Paris, Institut français d'études anatoliennes/Maisonneuve, 1980.
- L'Eurasie, XIe – XIIIe siècles, Paris, Presses universitaires de France, 1982 (codirection avec Georges Duby).
- Histoire de l'empire ottoman, Paris, Fayard, 1989.
- Les Grandes Dates de l'Islam, Paris, Larousse, 1990.

## Hommages
- Edhem Eldem, « Un tournant historiographie trop souvent oublié : Istanbul dans la seconde moitié du XVIIe siècle (1962), par Robert Mantran », dans Güneş Işıksel et Emmanuel Szurek (dir.), Turcs et Français. Une histoire culturelle, 1860-1960, Rennes, Presses universitaires de Rennes, 2014.
- Abdeljelil Temimi (dir.), Mélanges professeur Robert Mantran, Zaghouan, Centre d'études et de recherches ottomanes, morisques, de documentation et d'information, 1988
- Gilles Veinstein, « In memoriam Robert Mantran (1917-1999) », Turcica, vol. 32,‎ 2000, p. 5-6